# Хельфман, Исроэл
Исро́эл Хельфман (идиш ישׂראל העלפֿמאַן‎, Срул Гельфман; 5 октября 1886, Резина, Сорокский уезд, Бессарабская губерния — 30 января 1935, Буэнос-Айрес) — аргентинский еврейский прозаик, журналист и редактор.

## Биография
Учился в хедере, занимался самообразованием. В 1906 году эмигрировал в Аргентину, работал на обувной фабрике в Буэнос-Айресе, позже учителем; состоял в сионистской рабочей партии Поалей Цион.
Дебютировал очерками в газете «Ди идише цайтунг» (Еврейская газета) в 1909 году и сотрудничал в этой газете на протяжении многих лет. Печатался также в газете «Ди пресе» и впоследствии стал членом редакции этой газеты — одной из двух ежедневных газет на идише в Аргентине. Публиковал рассказы, очерки, публицистику в журналах «Штралн» (лучи, 1913) и «Аргентина» (1921), был соредактором последнего. Детские произведения публиковал в журнале «Блимелех» (цветочки, 1922) и других периодических изданиях на идише. Четыре рассказа Хельфмана вошли в антологию «Аф ди брегн фун Ла Плата» (на берегах Ла Платы, 1919). Написал ряд статей о испаноязычных писателях.
В 1917 году, вместе с Пине Кацом, начал издавать ежедневную газету «Ди найе цайтунг» (Новая газета), был её соредактором. Книга «Фун майн гемит» (О моём настроении) вышла в Буэнос-Айресе в 1929 году. Публиковался также под псевдонимом «А резинер» (из Резины).

## Публикации
- אױף די ברעגן פֿון לאַ פּלאַטאַ (на берегах Ла Платы, антология). Буэнос-Айрес, 1919.
- פֿון מײַן געמיט (фун майн гемит). Буэнос-Айрес, 1929. — 208 с.